# Киннары
Кинна́ры (санскр. किन्नर, IAST: kinnara — букв. «небесная музыка») — в индийской позднейшей мифологии особый класс полубогов или духов, обитающих в раю бога Куберы на горе Кайлас и являющихся небесными певцами и музыкантами . Описываются как люди, имеющие конские головы (Туранга-вактра — «лошадиноголовые»; от санскр. turanga = «лошадь», vaktra = «рот», «лицо»), или же как птицы с головами людей. Они вышли из пальца ноги Брахмы вместе с другими полубогами, якшасами.
В поздний период отождествлялись с кимпурушами.
Эти существа входят в свиту бога Куберы; по роду занятий — небесные певцы и музыканты — сходны с гандхарвами.